# Sex Machineguns
Sex Machineguns (estilizado em maiúsculas como SEX MACHINEGUNS) é uma banda japonesa de heavy metal, brevemente associada ao visual kei, formada em 1989. Conhecida pelas letras cômicas e bizarras, seu nome foi escolhido para "mostrar que são mais radicais que Sex Pistols". Com várias mudanças de membros, separações e reuniões ao longo dos anos, o líder, vocalista e guitarrista da banda Anchang é o único membro da formação original.

## Carreira

### 1989–1997: Formação e primeiros trabalhos
No terceiro ano do ensino médio, Anchang teve a ideia de começar uma banda durante o band boom (popularização da formação de grupos de rock) que acontecia no Japão naquela época. Enquanto cursava o ensino superior no Instituto de Tecnologia de Daiichi em Kagoshima, ele se reuniu com o baterista Mad Power para formar o Sex Machineguns em 1989. Após se graduar, Anchang desistiu da banda para trabalhar normalmente, apesar de estar tocando em outra banda em seu tempo livre. Em 1995, Mad Power pediu a Anchang para que continuassem com o Sex Machineguns. Ele aceitou com a condição de trazer o baixista de sua banda, Noisy. No ano seguinte, o guitarrista Sussy também se juntou a formação após sua banda, Victim of Faith, se separar. Seu primeiro lançamento foi o EP Live Fire em 1997, que os levou a aparecerem na revista Shoxx. O primeiro vídeo lançado pelo grupo foi gravado em Kawasaki Club Citta, chamado "Into the Fire" e lançado em 13 de maio do mesmo ano.

### 1998–2002: Estreiamajor, sucesso e separação
Em 1998 deixaram de ser uma banda independente após assinarem contrato com a gravadora Toshiba EMI. Contudo, Mad Power deixou a banda logo depois e Speed Star Sypan Joe assumiu como baterista suporte. Seu primeiro lançamento como banda major foi o single "Hanabi-la Daikaten" (HANABI-la 大回転), lançado em 22 de abril. A estreia levou a banda a esgotar todas as apresentações de sua turnê, com os ingressos para um show em Shibuya esgotados em menos de um dia. O segundo single, "Burn: Burn Your Fire of Love", foi lançado em 18 de setembro. O primeiro álbum de estúdio, Sex Machinegun, foi lançado em 18 outubro e alcançou a 29° posição na Oricon Albums Chart. Em janeiro de 1999, Speed Star Sypan Joe se tornou o baterista oficial, porém saiu da banda em maio. No final do ano, em 26 novembro, lançaram Made In Japan, que alcançou a nona posição na Oricon, iniciando uma marca de cinco lançamentos no top dez da parada consecutivos. Embarcaram em uma turnê nacional que terminou em janeiro do ano seguinte em um show esgotado no Nippon Budokan, contando com 10.000 pessoas na plateia. Neste ano, Speed Star Sypan Joe deixou a banda citando problemas de saúde e foi substituído por Clutch J. Himawari. No ano seguinte, Barbe-Q Michael (Barbe-Q★マイケル), o terceiro álbum, foi lançado, porém Sussy se casou e deixou a banda logo após. Ele foi substituído por Circuit V. Panther, que era da banda CleiR, onde Clutch também fazia parte como Jun. Lançado em 2002, o álbum Ignition alcançou a oitava posição na parada.
Inesperadamente, a banda anunciou seu fim em 2003 e se separou após um último show no Nippon Budokan, em 13 de agosto.

### 2004–2006: Reunião, perfomance nos Estados Unidos e outra separação
Após o fim do Sex Machineguns, Anchang iniciou carreira solo. Todavia, em 2004 ele reiniciou a banda com uma formação diferente: Circuit V. Panther seguiu sendo guitarrista, Samurai W. Kenjilaw (conhecido como Kenjirou do cali≠gari) entrou como baixista, além de Speed Star Sypan Joe, que retornou. Os três novos membros também formaram de uma banda paralela, Elleguns. Sex Machineguns recomeçou com o single "Demaemichi icchokusen", em 10 de novembro. Sucederam com o álbum Heavy Metal Thunder (2005), onde a faixa título, feita em colaboração com Michael Schenker, foi tocada no videogame de mesmo nome. Além disso, foram mencionados no documentário Global Metal. No ano seguinte estrearam a contraparte de Made In Japan, Made in USA (2006), gravada nos Estados Unidos. A gravação também acompanhou a primeira turnê do Sex Machineguns no país e sua primeira apresentação internacional. Eles lançaram dois DVDs gravados lá. Porém, em maio, a banda se separou novamente e todos os membros, exceto Anchang, formaram a banda Cycle. O líder voltou para suas atividades solo.

### 2007–2012: Recomeço, fim do contrato com a EMI
Em 2007, Anchang decidiu voltar com Sex Machineguns mais uma vez e abriu audições públicas em busca de novos membros no site oficial da banda. Entre 200 candidatos, os selecionados participaram de um treino e durante ele, o Sex Machineguns lançou três singles digitais. Foram escolhidos como membros oficiais o baterista Ken'ichi Imai e o guitarrista Ryotatsu Kuwae. Um baixista também foi escolhido, mas desistiu durante o treino. Começaram uma turnê por todas as prefeituras do Japão na primavera do ano seguinte. O membro suporte Shingo tomou conta do baixo durante a turnê. No último show, perfomado em Shibuya, ele se tornou um membro oficial e Ryotatsu alterou seu nome para Iberico Moja Malmsteen, porém deixou a banda em agosto.
Em comemoração aos 10 anos de carreira, contando a partir de sua estreia major em 1998, anunciaram o álbum de grandes êxitos Best Tracks the Past and the Future, que incluiu uma nova canção, "Shigotonin" e um álbum compilando seus melhores vídeos, ambos lançados em 26 de março.
O álbum Cameron foi lançado em 8 de outubro, alcançou a 39° posição na Oricon e foi o último trabalho da banda como major, devido ao seu contrato com a EMI ter expirado. No ano seguinte o álbum 45° foi lançado.
Em 2012, a banda se separou novamente devido a saída de Ken'ichi após quatro anos e meio no grupo. Shingo e Anchang se juntaram a Hirota e Oyakata para formar o grupo The☆Maintenance (ザ☆メンテナンス) no ano seguinte, que lançou o álbum Kōji-chū e embarcou em turnê logo em seguida. Este grupo participou do evento Hope And Live organizado pela banda Speed-ID em 2013, que consistia em shows afim de arrecadar fundos para caridade com a intenção de ajudar no tratamento de pessoas com HIV.

### 2014–presente: Recomeço em Osaka
Shingo e Anchang reiniciaram mais uma vez o Sex Machineguns em 2014, fazendo dois shows de renascimento em Osaka nos dias 15 e 17 de julho. Após lançar o single "Miren fire!" em 2 de julho, em 29 de outubro lançaram o álbum Love Games. Sussy participa como membro suporte desde então. Em 27 de maio de 2015 lançaram o single "Metal Keiri Man" em duas edições. Em 28 de novembro lançaram seu último álbum até o momento, Iron Soul, contando com uma regravação de "Mikan no Uta" e uma de "German Power". Shingo formou o supergrupo Nekomanju em 2019. Fizeram uma colaboração com a dupla Fruitpochette em 2017, lançando o single "Zetsumei no Dakko-chan" em 1 de março. Em novembro de 2021 Sex Machineguns lançou a canção "The grave", tocada no filme de comédia Rōgo no Shikin ga Arimasen. O baterista Thomas juntou-se ao grupo em junho de 2022 e em seguida lançaram o single "Moero!! Japameta" em novembro. Um novo álbum foi lançado em 12 de abril de 2023, intitulado Jigoku no Bousou Ressha (地獄の暴走列車).

## Legado
Tamon (ex Arlequin) contou que o Sex Machineguns o chocou quando era garoto e o inspirou a começar uma banda. Tokai Junji do Kiryū e Andy do The Gallo também citam Sex Machineguns como uma de suas influências.

## Membros
- Anchang – vocais (1994–presente), guitarra (1989–presente)
- Shingo☆ – baixo (2008–presente)
- Thomas – bateria (2022–presente)

Membros suporte
- Sussy – guitarra (oficial em 1996–2001, suporte desde 2008)

### Ex membros
- Asada – vocais (1989–1992)
- Imai – vocais (1996)
- Noisy – vocais (como H.Ohta em 1993); guitarra (1994); baixo, vocais de apoio (1996–2003)
- Zaamasu – baixo (1989–1995)
- Atkin-Sukkon – baixo (1995–1996)
- Samurai W. Kenjilaw (Kenjirou no cali≠gari) – baixo, vocais de apoio (2004–2007)
- Mad Power Tsuchiya – bateria (1989–1997)
- Clutch J. Himawari (Jun) – bateria (2000–2003)
- Speed Star Sypan Joe – bateria (1997–1999, 2004–2006)
- Ken'ichi (Kenichi Imai) – bateria (2007–2012)
- Circuit V. Panther – guitarra, vocais de apoio (2001–2006)
- Iberiko Moja Malmsteen (Ryotatsu Kuwae) – guitarra (2007–2008)
- Leon - bateria (2013–2019)

## Discografia

### Álbuns de estúdio
| Título                  | Lançamento             | Posição na Oricon |
| ----------------------- | ---------------------- | ----------------- |
| Sex Machinegun          | 16 de outubro de 1998  | 29                |
| Made in Japan           | 26 de novembro de 1999 | 9                 |
| Barbe-Q Michael         | 7 de março de 2001     | 7                 |
| Ignition                | 9 de outubro de 2002   | 8                 |
| Heavy Metal Thunder     | 2 de março de 2005     | 22                |
| Made in USA             | 8 de fevereiro de 2006 | 29                |
| Cameron                 | 8 de outubro de 2008   | 39                |
| 45°                     | 7 de outubro de 2009   | 34                |
| SMG                     | 31 de agosto de 2011   | 91                |
| Love Games              | 29 de outubro de 2014  | 93                |
| Metal Monster           | 16 de dezembro de 2015 | 125               |
| Iron Soul               | 28 de novembro de 2018 | 107               |
| Jigoku no Bousou Ressha | 12 de abril de 2023    | 47                |

Álbuns de compilação
- Best Tracks the Past and the Future (26 de março de 2008; posição na Oricon: 65)